# Корпускула
Корпу́скула (англ. corpuscle, нім. Korpuskel n) — узагальнена назва дрібненьких частинок матерії. Гіпотеза про те, що матерія складається з корпускул була популярна в 17 ст. — 18 ст.. Серед її прихильників були такі вчені як Рене Декарт, Джон Локк та інші. Поняття корпускули близьке до поняття атома з тою відмінністю, що атоми вважалися неподільними, тоді як вважалося, що корпускули могли ділитися. Запропонована Ньютоном корпускулярна теорія світла вважала, що світло це потік дрібних частинок речовини, хоча сам вчений припускав хвильову природу світла.
Корпускулярний, корпускульний, англ. corpuscular, нім. korpuskular, korpuskele) — пов'язаний з корпускулами або той, хто має матерільну будову (на відміну від хвильової).
Це слово є доволі застарілим, проте використовується в словосполученні «Корпускулярно-хвильовий дуалізм».